# سيدني ر. توماس
سيدني ر. توماس (بالإنجليزية: Sidney Runyan Thomas)‏ هو قاضي أمريكي، ولد في 14 أغسطس 1953 في بوزيمان في الولايات المتحدة.

## وصلات خارجية
- سيدني ر. توماس على موقع إن إن دي بي (الإنجليزية)